# Birkirkara
Birkirkara (viết tắt B'Kara) là một đô thị tại vùng Trung Malta. Đây là nơi đông dân nhất trên đảo Malta, với 22.247 người tính đến tháng 3 năm 2014. Thành phố gồm bốn giáo xứ tự quản: Saint Helen, Saint Joseph, Our Lady of Mount Carmel và Saint Mary. Nó cũng là nơi tọa lạc của đại học St Aloysius.
Khẩu hiệu của thành phố là In hoc signo vinces.

## Tên
Birkirkara có nghĩa là "nước lạnh" hoặc "nước chảy". Xuất phát từ tình trạng địa thế của thung lũng của thành phố. Tên thành phố ban đầu được viết là Birchirchara, và thường được viết là B'kara/Kara.

## Địa lý
Birkirkara tọa lạc trong một thung lũng. Nơi này có thể bị lụt lớt vào những ngày bão to, mà từ đó tên thành phố được đặt ra. Nhiều kế hoạch để giải quyết vấn đề này đã được đặt ra.